# Antonio Vasalio

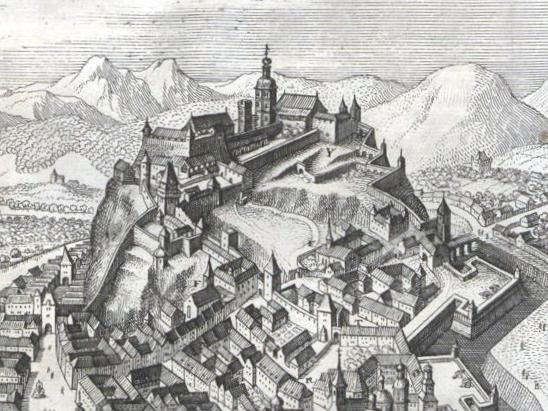
Burg auf dem Schlossberg

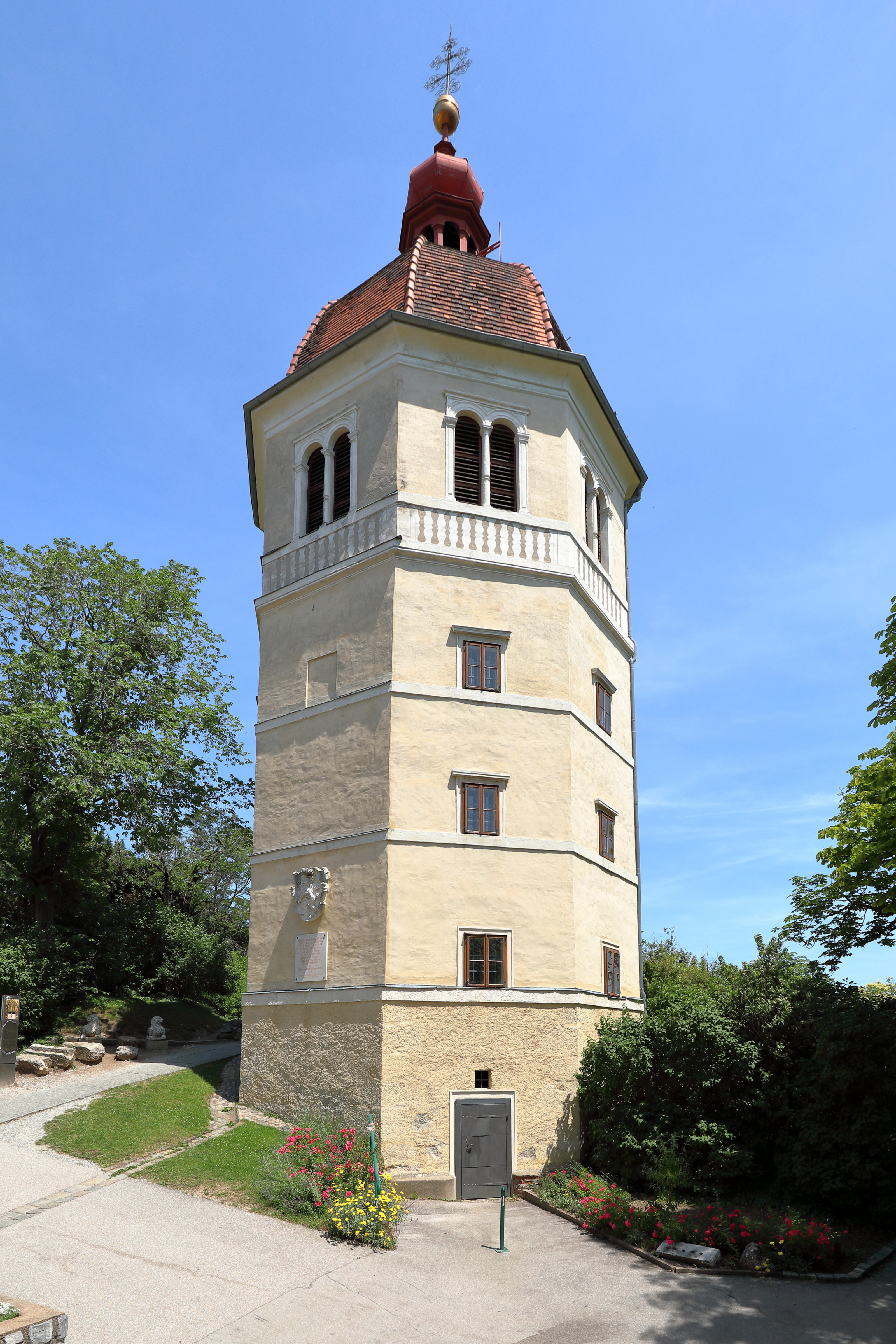
Grazer Glockenturm 1588

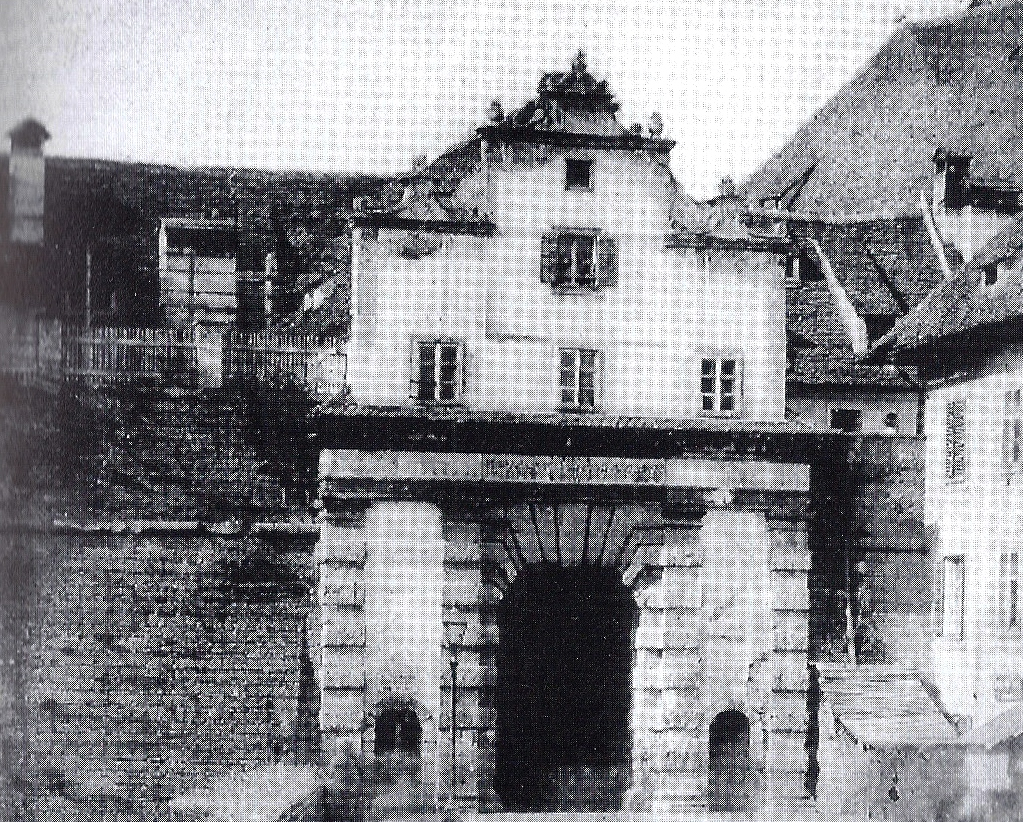
Eisernes Tor vor 1860

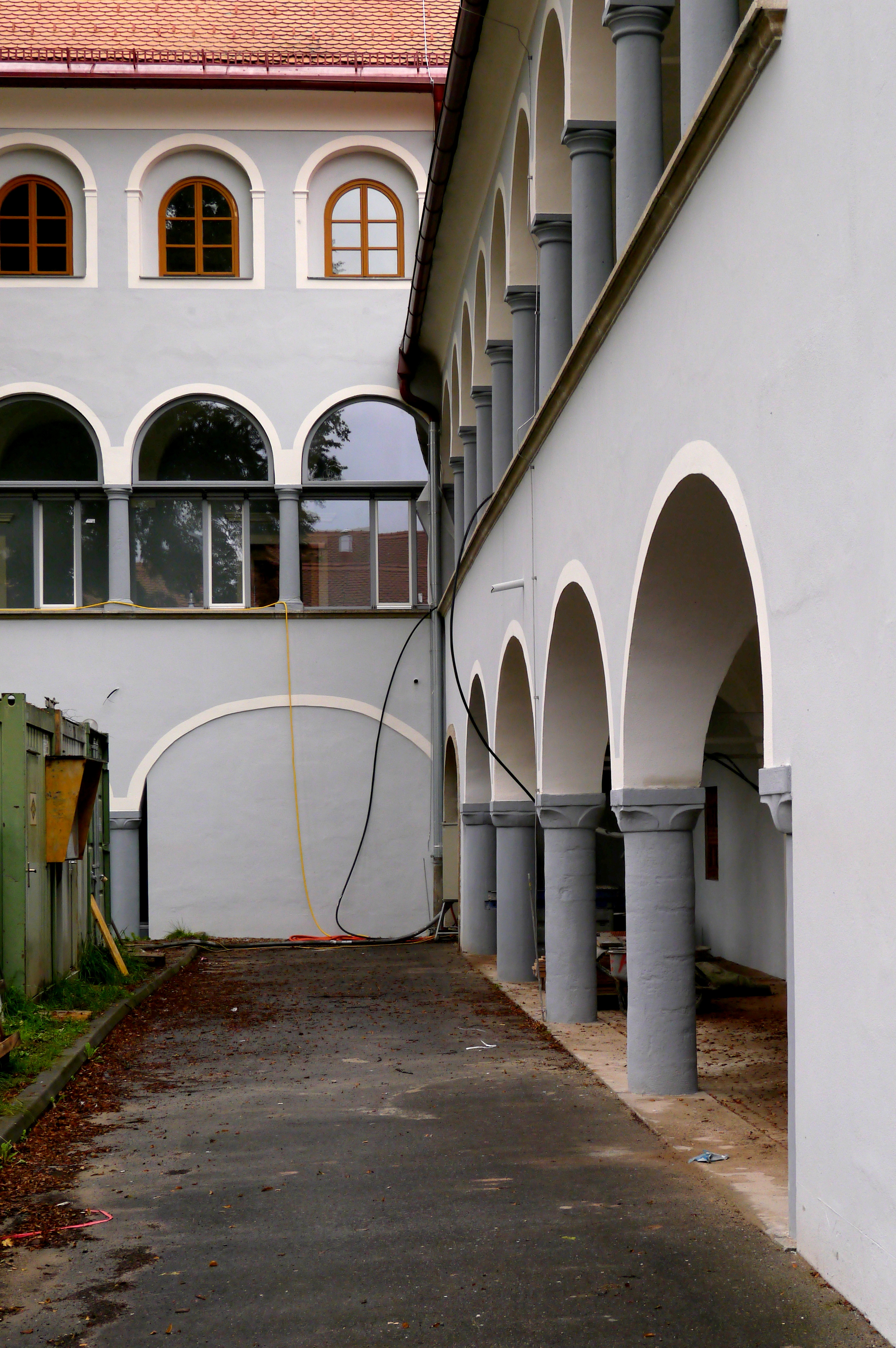
Ehem. Neue Burg, Bezirksgericht Judenburg

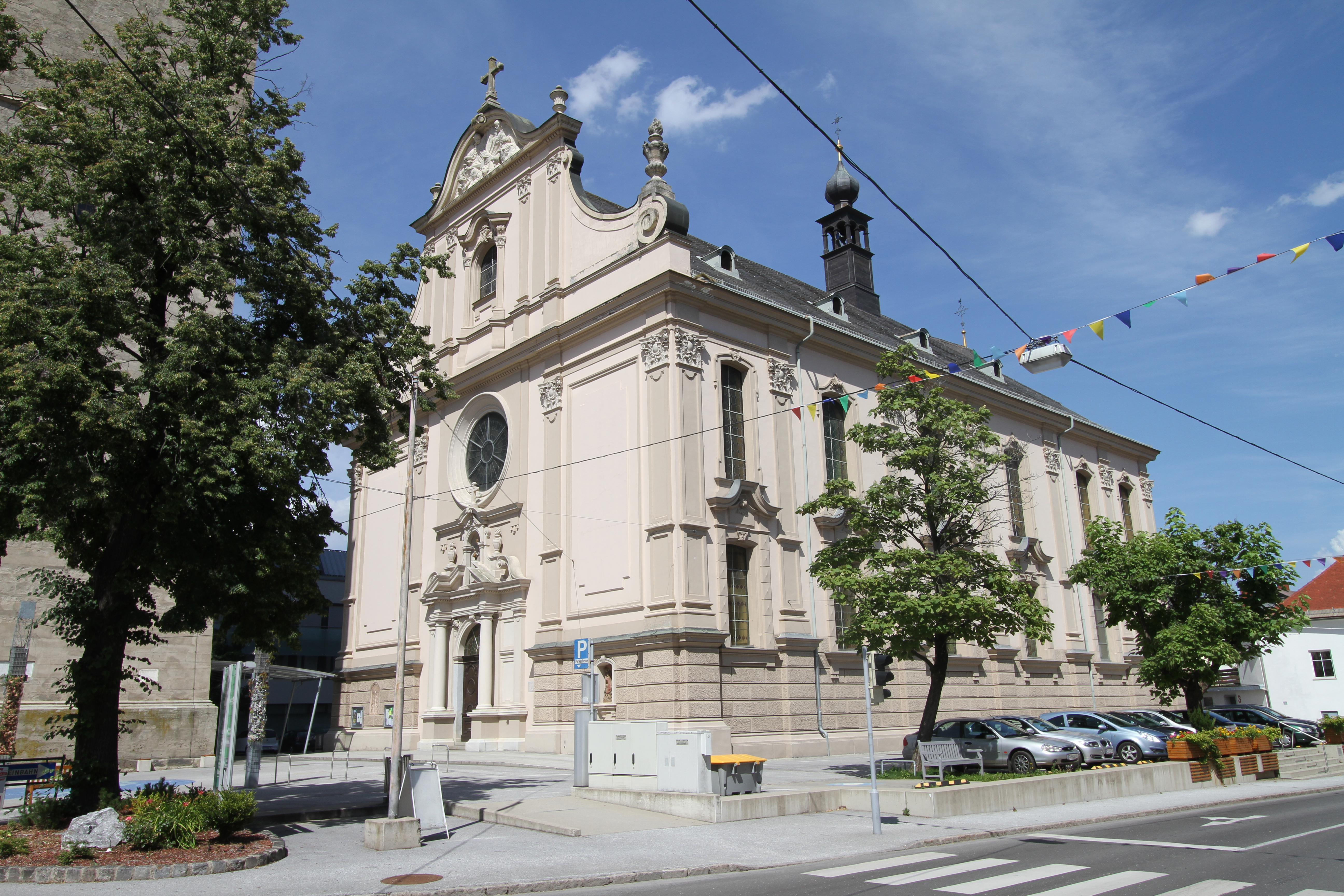
Stadtpfarrkirche Judenburg

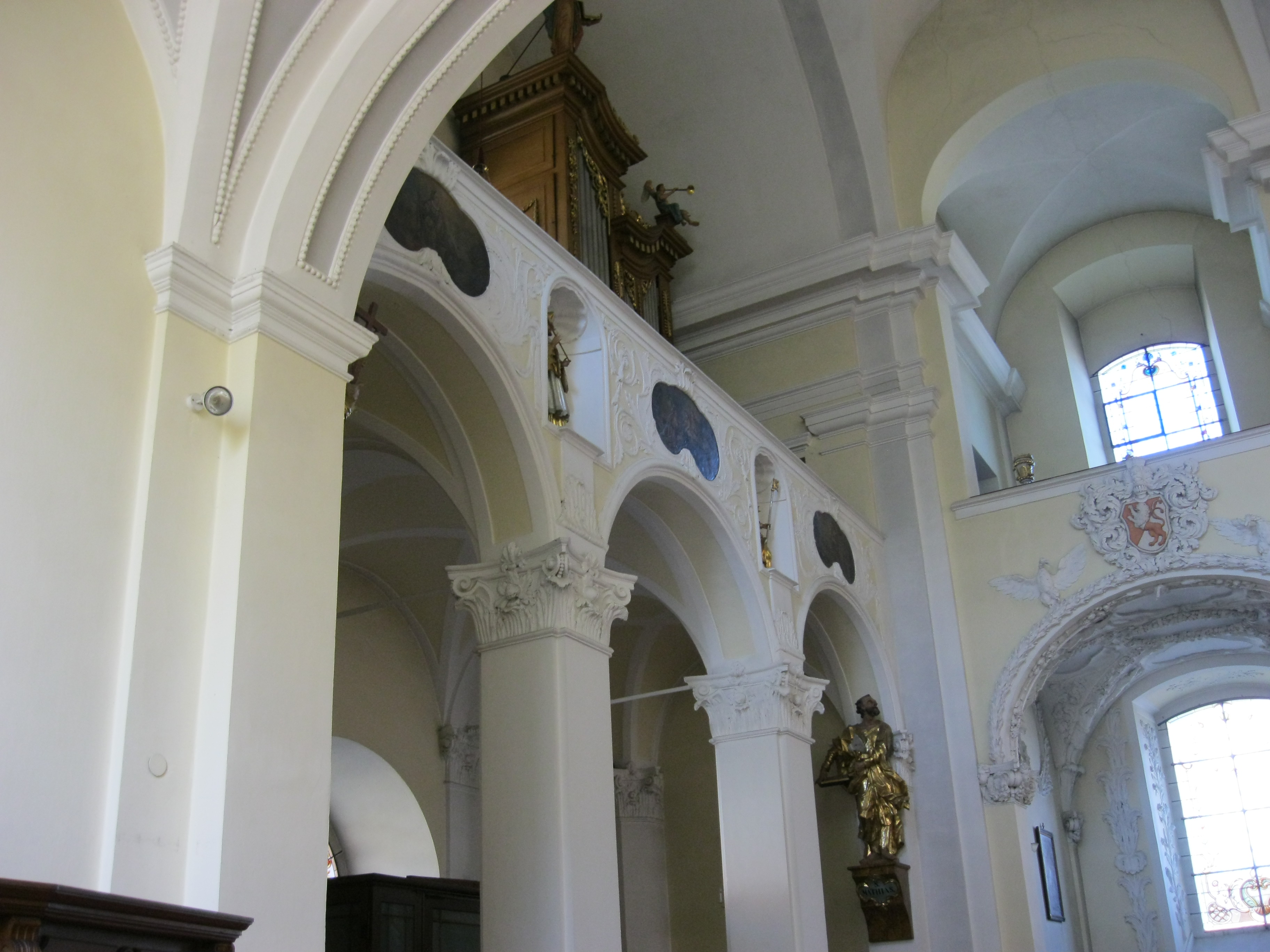
Empore

Antonio Vasalio, auch Anton Fasoll, Antoni Vassall (* um 1555 in Riva San Vitale; † 24. September 1617 in Graz), war ein Festungsbaumeister, Architekt und Stuckateur.

## Leben
Antonio gehörte zur italienisch-schweizerischen Künstlerfamilie Vasalio. Seinen Vater Pietro Vasalio der Ältere, Festungsbaumeister († 1602), zog es nach Graz, der Residenzstadt Erzherzogs Karl II. von Innerösterreich. Die familiäre Beziehung zu Peter Fasol ist nicht geklärt.
- In Graz

Um 1600 kaufte Anton Vasall das Drittel eines Hauses vor dem Paulustor und verkaufte es 1611 dem Propst von Stift Vorau Johann Benedict von Peerfal, und dem Propst Valentin Ritter von Stift Pöllau.
- In Judenburg

Amton Vasal, mit dem Hinweis – aus Graz, heiratete Margaretha (1597), Sohn Sigismund wurde am 8. April 1599 geboren, ihm folgte am 30. Jänner 1601 Peter Anton, Taufpate war beide Male Sigismund Volksamer. Ehefrau Margaretha verstarb und am 3. Juli 1606 ehelichte Anthonius Vasal, Judenburger Ratsbürger die „Jungfer“ Margaretha de Oberlach.
Anthoni Vasal arbeitete in Judenburg als Architekt und Bildhauer, war Ratsbürger im Innerer Rat der Stadt (dokumentiert 1602 und 1604–1607), Steuereinnehmer (1605), Zechpropst (Vermögensverwalter) der Kirche St. Nikolaus (1605).

### Werke in Graz
- Burgbastei – Karmeliterbastei – Eisernes Tor

Der Bau der „neuen Bastei gegen die Burg“ wurde 1581 bis 1585 von Pietro Vasalio d. Ä. (der Vater) und Antonio, Jacob de la Porta und dem Steinmetz Anton Bermascon in Angriff genommen. 1604 sind Arbeiten am Eisernen Tor dokumentiert.
- Glockenturm auf dem Schlossberg (später „Liesl“)

Erzherzog Karl II. gab 1577 den Auftrag, einen Glockenturm auf dem Schlossberg zu errichten. Es folgten Abbruch- und Planierungsarbeiten, die Baumeister Anton Marmoro, Anton Vasalio, Paul und Jakob della Porta – „alle vier des Gschloss gebey Maurermaister“, forderten genügend Steine, Ziegel, Kalk, Sand und Wasser. Bis 1685 unterbrach man diese Arbeiten diese wurden unter Francesco Marmoro fortgesetzt. Am 13. November 1588 verlangten die Baumeister „des neu erpauenden Thurns“ im Schloss, ihnen sofort den Lohn zu geben, die Glocke hänge bereits, sie hätten noch kein Geld bekommen.

### In Judenburg
- Hofkapelle in der Neuen Burg

Der innerösterreichische Hof hielt sich auch in Judenburg auf und förderte bis zur Übersiedlung Erzherzog Ferdinands II. als Kaiser nach Wien das lokale Kunstschaffen, bei der Burgkapelle und der Stadtpfarrkirche. Judenburg war um 1600 „eine ,Filiale der Hofkunst und ein Anziehungspunkt für wandernde Künstler“, wie Pietro de Pomis, Anton Vasall u. a.).
Der Landesherr ließ 1600 die Burg erbauen, die Ausgestaltung der Burgkapelle übertrug er Sebastian Carlone. Stuckaturarbeiten gestaltete der Bildhauer Anton Vasol aus Graz, der sich 1598 in Judenburg ankaufte. 1677–79 erfolgte durch Franz Peter Carlone und Hans Pozzo ein großer Umbau. Durch Brand und Erdbeben schwer beschädigt war das Gebäude zuletzt die Bezirkshauptmannschaft.
- Stadtpfarrkirche St. Nikolaus Judenburg

Am 2. Oktober 1602 übernahm er einen architektonischen Auftrag in der Stadtpfarrkirche: Bei der gotischen Chorempore (West–) solle er die alte „Schnekhen“ abbrechen und zwei neue Stiegen bauen, oben und unten mit „Gsimbs“, alles aus gehautem Stein. Die gotische Chorempore wich also einer Schöpfung der Renaissance.

## Tod in Graz

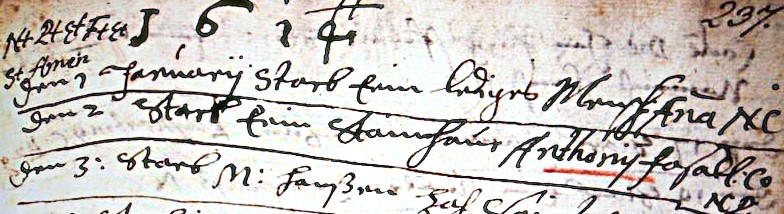
Steinhauer Anthoni Fasoll, † 1614
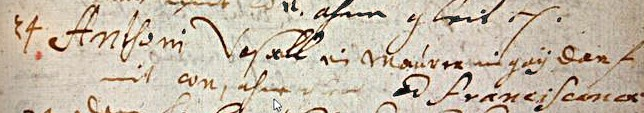
Maurer Antoni Vasall, 1617 bei Franziskanern begraben

Anmerkung: Ein zugewanderter Steinhauer Antonio Vasalio war schon am 2. Jänner 1614 als Anthoni Fasoll bestattet worden. Hier starb am 24. September 1617 der Maurer Antoni Vasall. Aus den Sterbematriken der Stadtpfarrkirche Graz zeigt sich, dass Anton Fasoll und Anton Vasall durchaus zwei Personen darstellen.